# غريغ كارترايت
غريغ كارترايت (بالإنجليزية: Greg Cartwright)‏ هو كاتب أغاني أمريكي، ولد في 1970 في ممفيس في الولايات المتحدة.

## وصلات خارجية
- غريغ كارترايت على موقع ميوزك برينز (الإنجليزية)
- غريغ كارترايت على موقع ميوزك برينز (الإنجليزية)
- غريغ كارترايت على موقع ديسكوغز (الإنجليزية)